# Óleo estomacal
O óleo estomacal é uma substância oleosa composta de lípidos neutros produzida numa secção do estômago dos procelariformes (o proventrículo). Todos os albatrozes, procelarídeos e painhos produzem este óleo, exceptuando-se, na antiga ordem dos Procellariiformes, os petréis-mergulhadores.
A composição química do óleo estomacal varia de espécie para espécie e mesmo entre indivíduos da mesma espécie, mas contém sempre substâncias cerosas, ésteres e triglicéridos.